# Palmeira (Parana)
Palmeira – miasto i gmina w Brazylii, w stanie Parana. Znajduje się w mezoregionie Centro Oriental Paranaense i mikroregionie Ponta Grossa.